# Súrlott Grádics
Súrlott Grádics este o clădire monument istoric aflată în centrul istoric al municipiului Târgu Mureș în care a funcționat în timpul dualismului unul dintre cele mai populare restaurante din localitate. 

## Istoric
Clădirea este una simplă, fără etaj și ornamente artistice. Importanța sa constă în faptul că este singura casă burgheză tipică secolului al XVIII-lea din Târgu Mureș care n-a fost demolată și a rămas relativ intactă. 
Restaurantul cu același nume a fost la începutul secolului trecut un loc popular în rândul tuturor claselor sociale din localitate. Cea mai importantă curiozitate gastronomică servită la Surlott Grádics a fost un grătar de porc numit flekken. Potrivit articolelor ziarelor locale din acea perioadă, în anul 1915, cu ocazia vizitei poetului Endre Ady cu soția sa Berta Boncza, dedicată inaugurării Palatului Culturii, aceștia au luat masa împreună cu primarul orașului, Dr. György Bernády. 
Soarta clădirii monument istoric a reapărut în presa locală după ce primarul municipiului Târgu Mureș, Dorin Florea, în 2011 a vorbit public despre demolarea atât a fostului restaurant Surlott Grádics, cât și a apartamentelor construite după planurile lui Ede Toroczkai Wigand⁠(hu)[traduceți] pentru muncitorii fabricii de mobilă „Székely și Réti” în strada Margaretelor din oraș. Demolarea acestora din urmă, aflate în proprietatea primăriei, a fost oprită numai după sesizarea Muzeului Județean Mureș. Surlott Grádics se află în proprietate privată și a fost renovat cu acordul Direcției Județene de Cultură Mureș, într-un mod criticat de opinia publică. Astfel, în urma termoizolării sintetice, montării ferestrelor de tip termopan, clădirea a pierdut caracteristicile barocului puritan. În urma demersurilor făcute de organizații de profil, directorul instituției care a eliberat autorizația de renovare a fost demis din funcție de către ministrul culturii în 2014.